# タジキスタンサッカー連盟
タジキスタンサッカー連盟(タジキスタンサッカーれんめい、英語: Tajikistan National  Football Federation, タジク語: Федеросиюни футболи Тоҷикистон、略称: TNFF）は、タジキスタンにおけるサッカーの統括団体である。中央アジアサッカー協会所属。

## 概要
1936年に設立された。ソビエト連邦の崩壊に伴い、ウズベキスタン、カザフスタン、トルクメニスタンと共に、1993年にアジアサッカー連盟（AFC）の準会員となり、1994年に正式に加入した。国際サッカー連盟（FIFA）にも同年の1994年に加盟した。

## 組織
- サッカータジキスタン代表
- U-23サッカータジキスタン代表
- サッカータジキスタン女子代表

## 職員
| 氏名                                              | 役職                                               | 出典  |
| ------------------------------------------------- | -------------------------------------------------- | ----- |
| ロスタム・エモマリ                                | 会長                                               | [ 2 ] |
| フルシェッド・ミルゾ （Khurshed Mirzo）           | 副会長                                             | [ 2 ] |
| ディルショド・ジュラエフ （Dilshod Juraev）       | 副会長                                             | [ 2 ] |
| アリシェル・ウルノフ （Alisher Urunov）           | 副会長                                             | [ 2 ] |
| ダブラトマンド・イスロモフ （Davlatmand Islomov） | 書記長                                             | [ 2 ] |
| シェラリ・ホロフ （Sherali Kholov）               | 会計                                               | [ 2 ] |
| ファリダム・サリエフ （Faridum Saliev）           | メディア・アンド・コミュニケーション・マネージャー | [ 2 ] |
| サロヒディン・ガフロフ （Salokhidin Gafurov）     | テクニカルディレクター                             | [ 2 ] |
| ダミール・カメレディノフ （Damir Kameletdinov）   | フットサル・コーディネーター                       | [ 2 ] |
| アブデュラヒム・ババエフ （Abdurakhim Babaev）    | レフェリー・コーディネーター                       | [ 2 ] |
| ウスモン・トシェフ                                | ナショナルコーチ（男子）                           | [ 2 ] |
| イルダー・ラフマノフ （Ildar Rakhmanov）          | ナショナルコーチ（女子）                           | [ 2 ] |
| デヤン・デドビッチ                                | フットサルチームコーチ（男子）                     | [ 3 ] |